# 游德馨
游德馨（1931年2月—2023年9月7日），男，福建罗源人，中华人民共和国政治人物。中共十二大、十六大、十七大代表，第七届全国人大代表，第八届、第九届全国政协委员。

## 生平
1948年加入中国共产党。1980年任福州市人民政府市长。1984年任福建省人民政府副省长。1992年任福建省人大常委会副主任。1993年，任福建省政协主席、党组书记。2003年离休。